# Robert Benayoun
Robert Benayoun (Kenitra, 12 de dezembro de 1926 — Paris, 20 de outubro de 1996) foi um crítico de cinema francês.